# Fulgenci Coll de San Simón
Fulgenci Coll de San Simon (Palma, 1907-1978). Militar i polític.
Fill de Joan Coll Fuster, batle de Palma entre 1945 i 1952, i pare de Fulgenci Coll Bucher, cap d'estat major de l'exèrcit de terra (2008-2012). Ingressà a l'Acadèmia d'Infanteria de Toledo (1922). Lluità al Marroc fins a l'ocupació total d'aquell país. A la Guerra Civil s'incorporà al front de Villarreal (País Basc). Capità d'infanteria el setembre de 1936. Fou habilitat com a comandant i posat al davant del 6è Batalló del regiment de Mèrida. Resultà greument ferit el 1937 a la batalla de Guadalajara. Es reincorporà i continuà fins al final de la guerra. El 1952 va obtenir el diploma de comandant d'infanteria a Fort Benning (Estats Units). Com a coronell va estar al davant del regiment d'infanteria de Maó (1961-1963) i del Centre d'Instrucció de Reclutes nº 14 de Palma. Ascendí a general el gener de 1966. Comandà la brigada motoritzada nº 22 de Jerez de la Frontera (Cadis) i fou governador militar de Menorca (1968).
El 1943 va ser nomenat conseller i delegat provincial del Frente de Juventudes a Balears. Subjefe provincial del Moviment a Balears el 1961. Governador civil i cap provincial del Moviment a Biscaia (1968-1975).
Va presidir la darrera Diputació Provincial de Balears, substituint Josep Alcover Llompart. Presentà la dimissió el 26 de juliol de 1977. Es va oposar obertament al procés de reforma política. El 1976 no va permetre l'ús de la llengua catalana a la Diputació ni tan sols en el torn obert de paraules.
Va ser procurador a Corts el 1971, en representació de les diputacions provincials i mancomunitats interinsulars (Canàries). Va ser un dels 59 procuradors que el 18 de novembre de 1976, a les Corts espanyoles, votaren en contra de la Llei per a la Reforma Política que derogava els Principis Fonamentals del Moviment.

## Condecoracions
- Gran Cruz de la Orden de San Hermenegildo
- Gran Cruz del Mérito Civil
- Encomienda de la Orden de Cisneros
- Gran Cruz de la Orden Imperial del Yugo y las Flechas